# Нагота

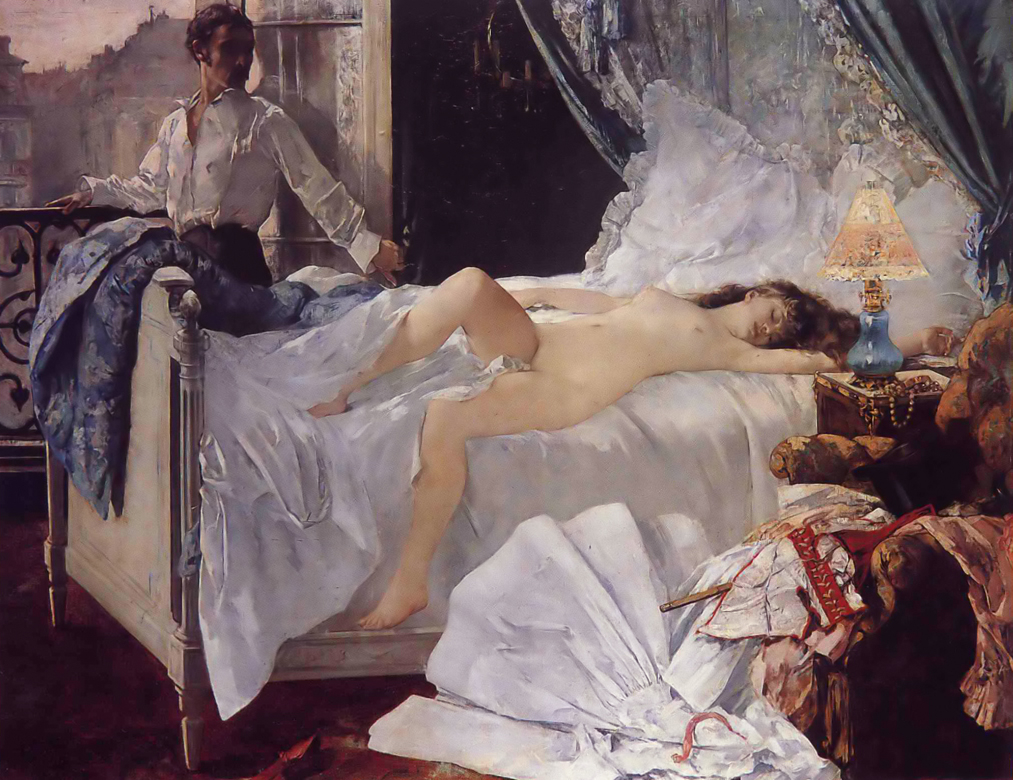
Ролла, Анри Жерве, 1878

Нагота́ — состояние тела человека без какой-либо одежды и покровов.
Ношение одежды — преимущественно человеческая особенность, вытекающая из функциональных потребностей — таких, как защита от воздействий стихии и от низких температур (после потери волос на теле и миграции в холодные регионы).
Количество надетой одежды зависит от функциональных соображений, например, потребности в тепле, а также социальных обстоятельств. В некоторых ситуациях минимальное количество одежды или полное её отсутствие может считаться социально приемлемым, тогда как в других может предполагаться ношение большего её количества. Соображения социального характера включают вопросы благопристойности, порядочности и социальных норм, а также ряд других, и могут зависеть от контекста; также могут играть роль правовые аспекты.

## История

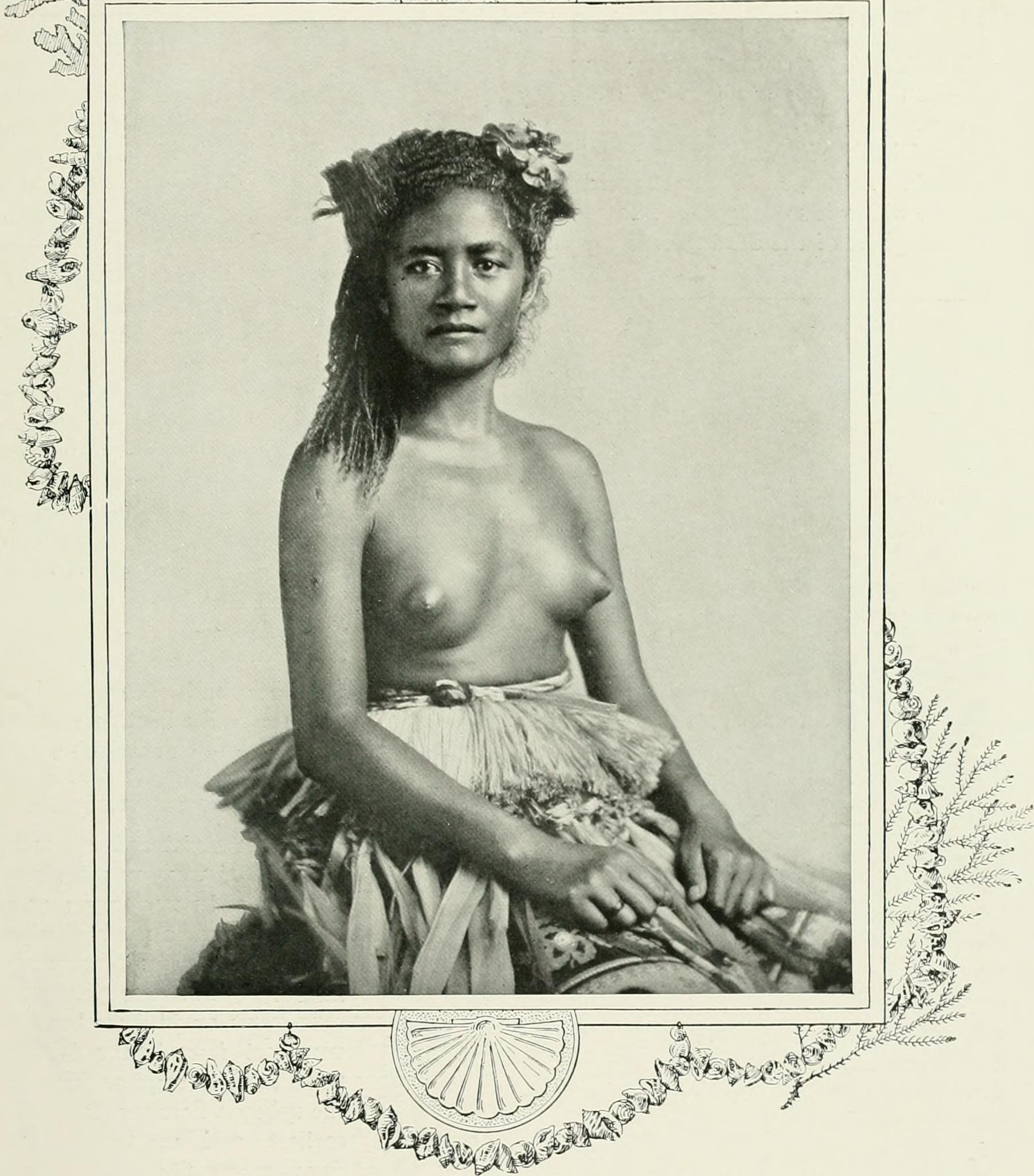
Женщина с острова Фиджи в повседневном виде, 1908

Проблема наготы в разных культурах в разные эпохи давно стала предметом научных исследований. У многих народов существовали обычаи, связанные с наготой, как мужской, так и женской. Из-за связи с сексуальностью она была частью обрядов, призванных обеспечить плодородие. Не только при совершении обрядов, но и в ряде других ситуаций у многих народов женская нагота была вполне допустимой. Так, в начале XX века в Карелии девушки обнаженными на виду у всей деревни ходили после бани купаться, при этом местные жители не обращали на это никакого внимания и «осуждали неадекватную, с их точки зрения, реакцию приезжих».
Обнажение тела часто связано со стыдом, но стыд при этом был нередко избирательным: так, в Древнем Риме матроны спокойно раздевались при рабах, но стыдились мужчин своего сословия. Принудительное обнажение часто использовалось для унижения, в том числе при телесных наказаниях. В XVIII веке в России пойманных «в полку» (т.е. в казармах) проституток раздевали и прогоняли нагими на улицу.
В авраамических религиях полная нагота всегда считалась либо крайним проявлением порока, либо абсолютной невинностью. Если мужчина мог открывать грудь и даже купаться голым, то женщины даже купались одетыми, а с момента замужества были обязаны закрывать волосы, а у мусульман — часто и лицо (см. аврат).

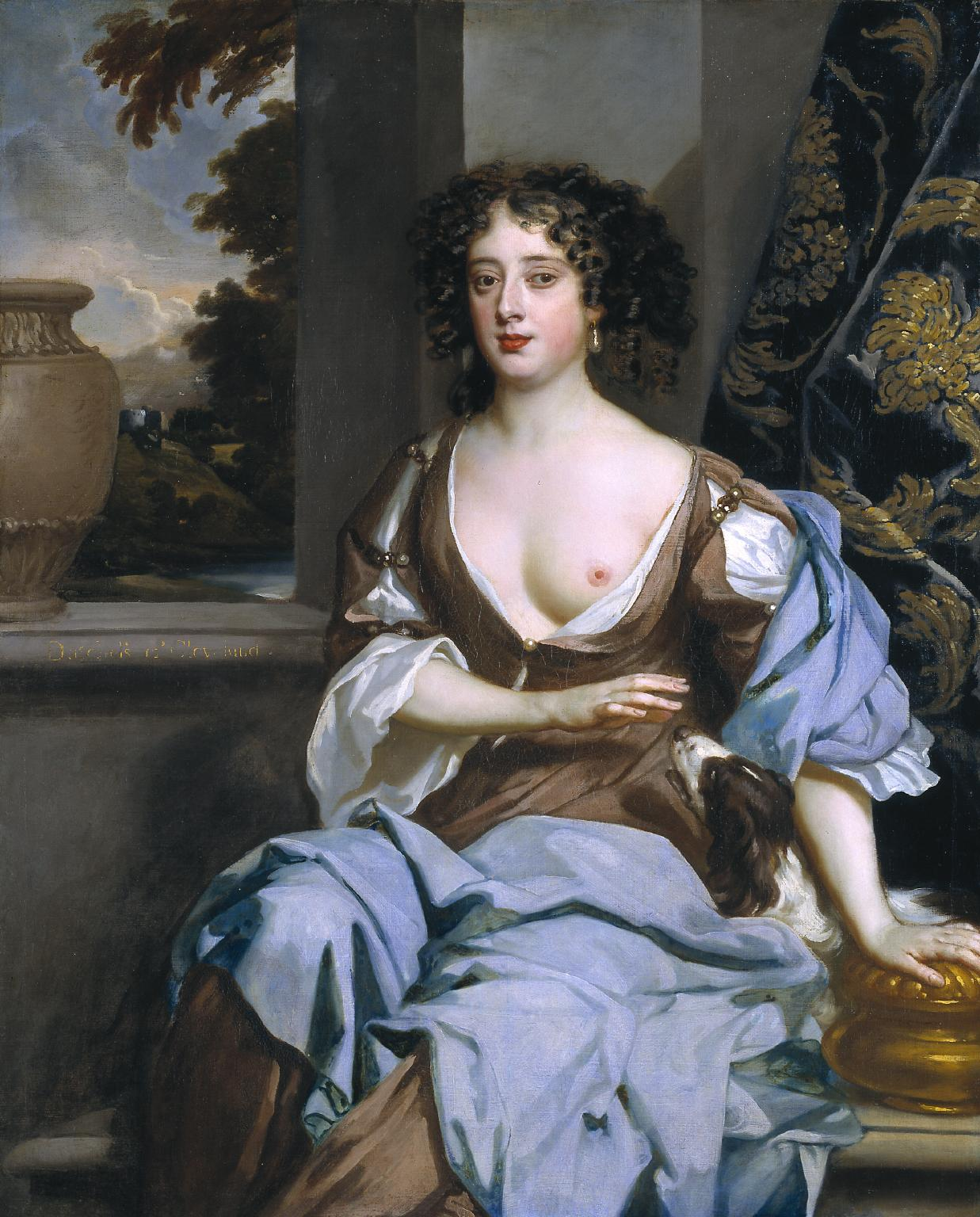
Питер Лели, портрет неизвестной, около 1670 года

В Средневековье женское тело следовало полностью закрывать, но в период Ренессанса стала распространённой женская одежда с глубоким декольте. Грудь «до самых сосков», по воспоминаниям современников, оголяла даже в очень преклонные годы английская «королева-девственница» Елизавета I. При этом для женщин верхом неприличия было демонстрировать на людях ногу выше стопы, в крайнем случае — щиколотки. До XX века короткие (до колен или середины икры) платья носили только девочки до 10-12 лет.

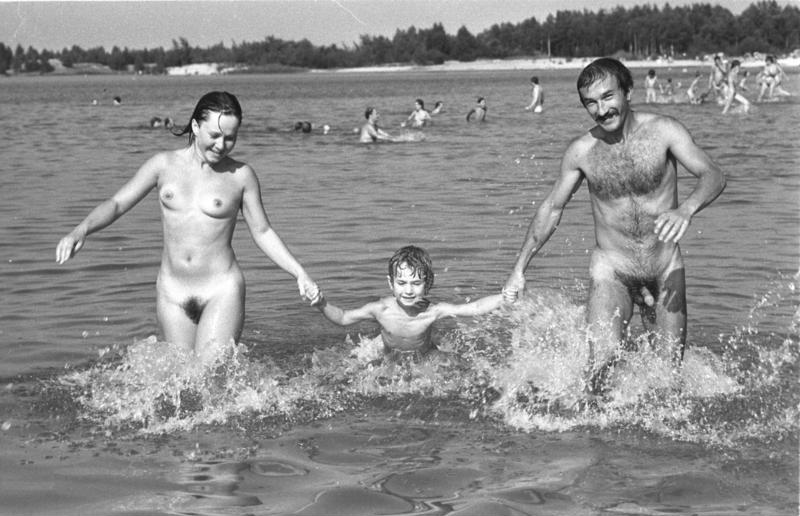
Семья на озере Зенфтенбергзе. ГДР, 1983 год

Натуризм (нудизм) возник в начале XX века, когда в Гамбурге открыли первую базу отдыха для нудистов. Со временем натуристы стали пропагандировать не только отказ от одежды для единения с природой на отдыхе, но и здоровый образ жизни — отказ от курения, алкоголя, а также занятия спортом.
После Октярьской революции 1917 года в России революционная молодежь пыталась преобразовать общество через стиль существования, в том числе при помощи публичного обнажения. В Москве, Петрограде и Казани действовали общества «Долой стыд», члены которых обнаженными, иногда только с лентой с надписью «Долой стыд» через плечо, ходили по центральным улицам городов.
На пляже вплоть до середины XX века западные девушки и женщины появлялись в весьма закрытых одеяниях. Когда в 1946 году появились бикини, первых женщин, которые отваживались их надевать, с пляжа выводила полиция.  
К концу XX века нагота в западном мире стала распространенным явлением, обнаженное тело — привычное явление в кинематографе, театре, живописи. Спокойное восприятие обнаженного тела стало распространено почти повсеместно. Все более тонкой становится грань между порнографией и эротическим искусством, между естественной наготой и отсутствием чувства стыда.

## Нагота в общественных местах в настоящее время
В настоящее время (в XXI веке) в некоторых европейских странах, таких как, например, Германия, к публичной наготе относятся весьма терпимо, но во многих странах она до сих пор может встречать неодобрение общества или даже считаться правонарушением, заключающемся в «непристойном обнажении» (англ. indecent exposure). В 2012 году городской совет известного своей либеральной культурой города Сан-Франциско предложил ввести запрет на публичную наготу в центральной части города, и это начинание встретило резкое сопротивление. Похожая ситуация имела место на Сан-Онофре-Стейт-Бич, пляже с давней традицией публичной наготы, где в 2010 году смотрители парка начали выписывать штрафы нудистам.
В некоторых культурах топлес рассматривается как частичная нагота, и обнажение груди или сосков может рассматриваться как «непристойное обнажение». Тем не менее во многих западных странах и в соответствующих условиях, например, на пляжах, топлес социально приемлем.

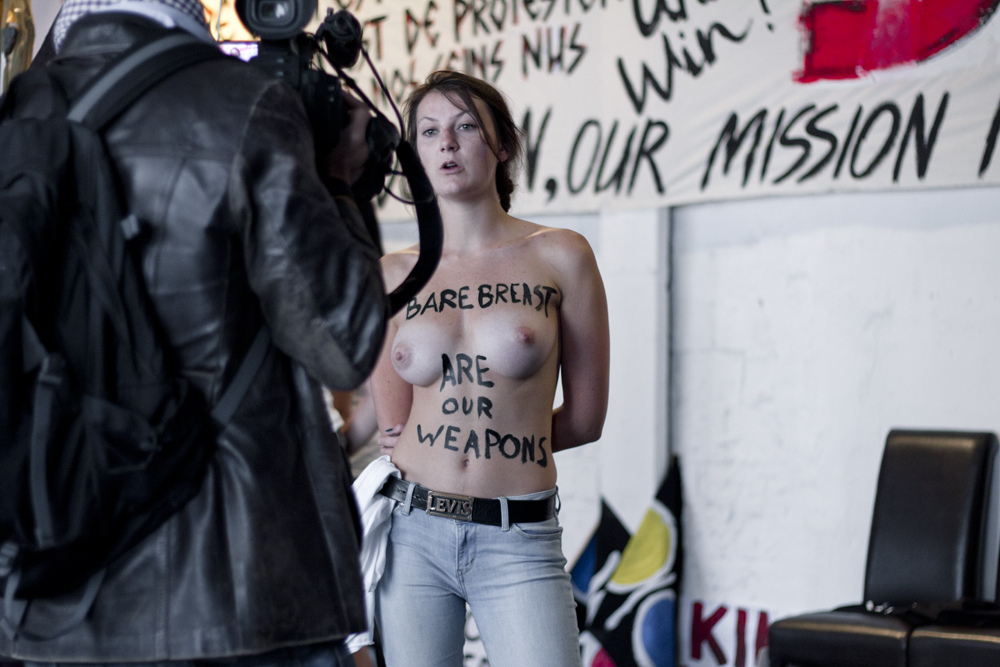
Нагота как протест: «Bare breasts are our weapons» («Голая грудь — наше оружие»)

Нагота иногда используется как тактика во время публичных протестов — с целью привлечь общественное внимание к своим требованиям. Иногда такие мероприятия осуществляются с целью рекламы самой публичной наготы и содействия её распространению. Наиболее известный пример такого активизма — движение Femen.

### В местах общественного пользования

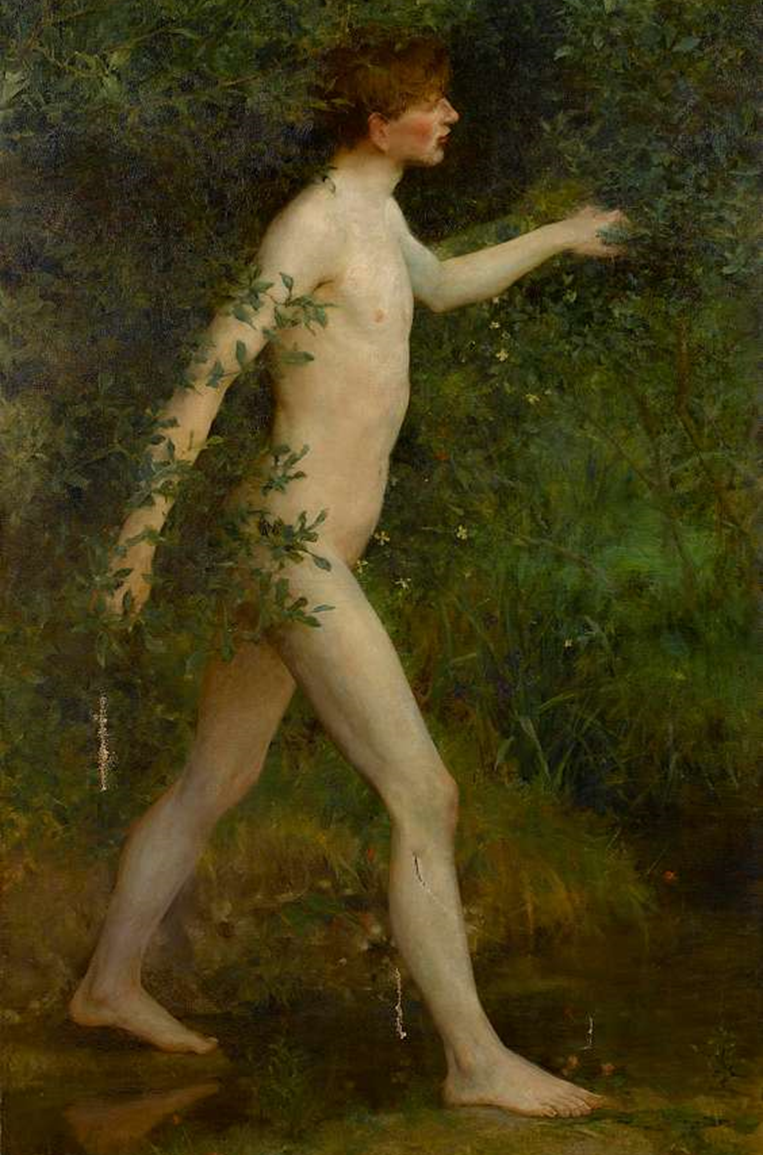
Генри Скотт Тук — Лесной купальщик (1890)

В США и некоторых преимущественно англоговорящих районах Канады учащиеся государственных школ по исторической традиции после уроков физкультуры обязаны принимать душ вместе с одноклассниками (одного с ними пола). В США протесты общественности и угрозы судебных исков привели к тому, что последние годы в ряде школьных округов сделали принятие душа необязательным. При этом, как утверждал в 1987 году в интервью директор одной из американских неполных средних школ, большинство претензий по поводу обязательности совместного приёма душа в школе, которые ему приходилось слышать, исходило не от самих детей, а от их родителей. В американских частных школах-интернатах и военных академиях также имеются общественные душевые, поскольку учащиеся пребывают там круглосуточно и им необходимо соблюдать гигиену и мыться каждый день.
В Финляндии, на родине сауны, люди при её посещении находятся внутри полностью обнажёнными. То же верно и для большинства скандинавских и немецкоговорящих стран Европы, причём даже если сауна является частью комплекса, в зоне бассейна которого обязательно ношение купальника. Сауны очень распространены в современной Финляндии, на каждых трёх человек там приходится одна сауна.
В Германии не разделяют сауны на мужские и женские, и в сауны часто ходят всей семьёй; в некоторых саунах раз в месяц устраивают «женский день», когда вход мужчинам воспрещён.

## Нагота дома

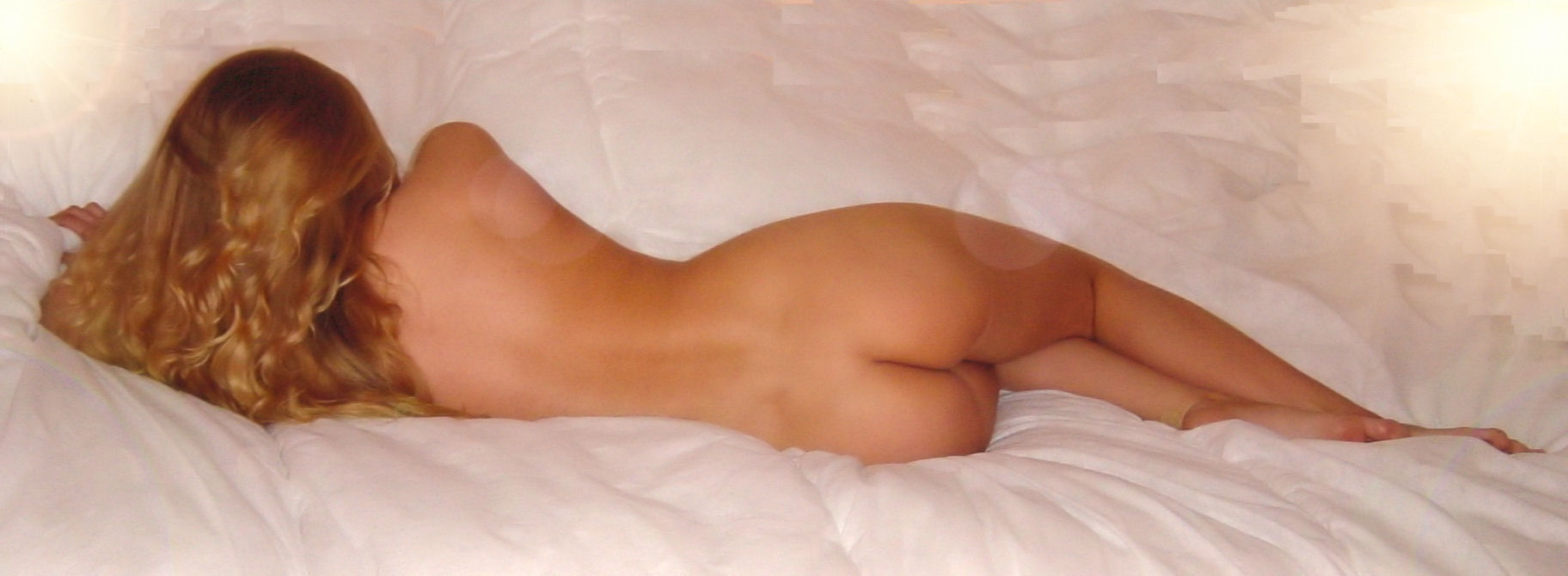
Только 14 % женщин в США спят дома обнажёнными (в Великобритании — 17 %)

В Великобритании 47 % мужчин и 17 % женщин предпочитают спать полностью обнажёнными (по данным опроса, проведённого в 1996 году телерадиокомпанией BBC).
39 % канадцев, находясь у себя дома, проводят время полностью обнажёнными либо делали или готовы были сделать это когда-либо раньше (по данным опроса, проведённого в 1999 году Федерацией канадских натуристов). В США 31 % мужчин и 14 % женщин спят полностью обнажёнными (по данным опроса 2004 года).

## Правовые аспекты
В Великобритании существует Закон об общественном порядке 1986 года, который запрещает «угрожающее или оскорбительное» поведение «в пределах видимости или слышимости человека», которого это со значительной вероятностью может унизить, огорчить или потревожить (англ. … «threatening, abusive or insulting within the hearing or sight of a person likely to be caused harassment, alarm or distress»). На практике это означает, что на пляже, где принято ходить голым, любой человек может находиться полностью обнажённым, но если кто-то, причём не только полицейский, но вообще любой проходящий мимо человек потребует прикрыть наготу, он обязан это сделать, в противном случае может быть арестован. При этом никакого формального обвинения, скорее всего, потом предъявлено не будет, так как обвинению пришлось бы доказывать, что человек своим поведением намеренно хотел кого-то оскорбить.

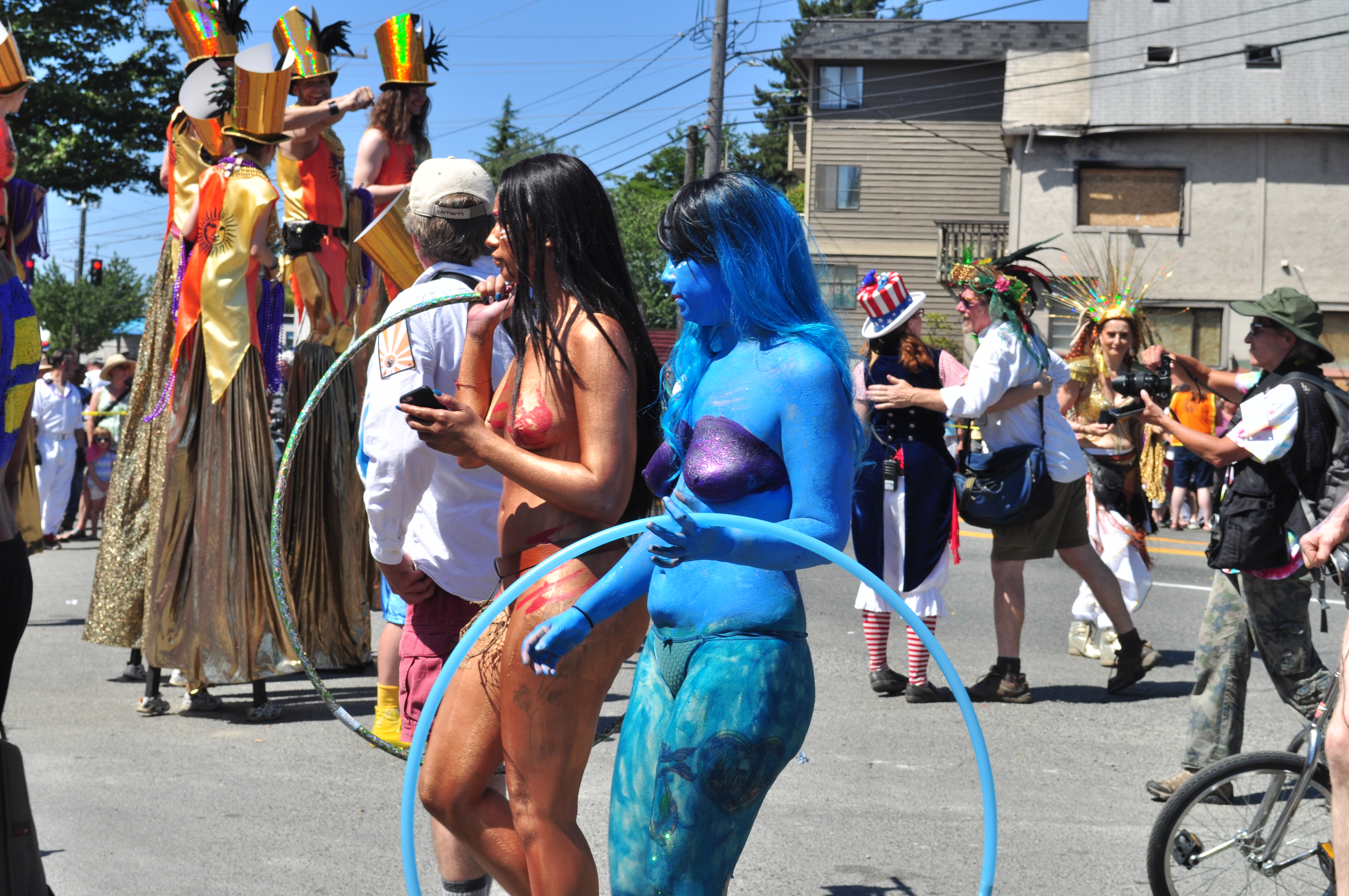
Девушки топлес на фестивале в пригороде Сиэтла, США

В США нахождение в голом виде в общественном месте в общих случаях
запрещено законом; также противозаконно нахождение в обнажённом виде на частной территории в случае, если обнажённый человек виден извне, например, если он ходит обнажённым по дому с открытыми окнами или загорает на своём частном участке.

«Чёрт возьми! Как ты можешь ходить без такой щетины?» (карикатура Фердинанда фон Резничека на германский «Закон Гейнце», запрещавший публично демонстрировать изображения обнажённой натуры, 1900 год)

По состоянию на 2015 год в пяти штатах США (Нью-Йорке, Мэне, на Гавайях, в Огайо и Техасе) были приняты законы, прямо разрешающие женщинам находиться топлес в тех общественных местах, где это по закону разрешено мужчинам. В остальной части страны обнажение женской груди по-прежнему рассматривается как акт «непристойного обнажения» (англ. indecent exposure) и, таким образом, является уголовно наказуемым. В трёх штатах даже действуют законы, в которых прямо прописано, что любое обнажение женского соска в общественном месте (в штате Аризона — вообще где угодно в присутствии другого человека) является уголовным преступлением.

## Психологические аспекты
В одном из исследований испытуемые наблюдали за другими людьми, когда те были полностью обнажёнными и когда их тела (кроме лиц) были полностью закрыты одеждой. При наблюдении за обнажёнными наблюдатели оценивали их как менее умных, амбициозных, компетентных и привлекательных, чем тогда, когда они видели их же одетыми. Это исследование дало основания полагать, что восприятие обнажённого тела человека оттесняет восприятие его личности.
В другом исследовании, видя одних и тех же людей одетыми и обнажёнными, наблюдатели испытывали к ним разную степень эмпатии: при виде человека, одетого в лёгкую одежду, уровень эмпатии был промежуточным, а при виде обнажённого — максимальным. Это даёт основания полагать, что уровень эмпатии зависит от степени обнажённости человека.
В любом случае на мысли и поступки людей по отношению к другим людям влияет, часто неосознанно, то, какие части тела обнажены и насколько.